# Kurogane (manga)
Pour les articles homonymes, voir Kurogane.
Kurogane (クロガネ, Kurogane) est un manga écrit et dessiné par Haruto Ikezawa. Il a été prépublié dans le magazine Weekly Shōnen Jump de l'éditeur Shūeisha entre 2011 et janvier 2013, et a été compilé en un total de huit tomes en avril 2013.

## Synopsis
Kurogane Hiroto est au lycée, où il est académiquement le 1er de sa classe, mais littéralement le pire en activité physique. Né avec un corps faible, il n'a aucune endurance, vitesse, ou force et Hiroto ne veut rien de plus qu'être un héros. Le destin le taquine en lui donnant une vue phénoménale, qui lui permet de voir bien au-delà de quelqu'un d'autre au sport, mais son corps ne peut pas réagir à temps.
Il apprend de son amie Shiratori, qui veut le recruter dans l'équipe de Kendo, d'une rumeur d'un fantôme nommé Tojo Sayuri, qui hanterait une allée de la ville armé d'un katana. À moitié curieux, Hiroto s'y rend seulement pour constater que le fantôme est réel et que Tojo Sayuri a cherché un successeur de son style d'épée Sakura pendant 150 ans. Sayuri le choisit comme successeur après qu'il a eu la capacité d'esquiver son attaque et le force à apprendre le style Sakura. Même avec l'aide de la fine lame qu'est le fantôme, Hiroto doit surmonter les faibles compétences de son corps pour être le héros qu'il a toujours voulu être.

## Personnages

### Lycée Ouka

#### Membres du club
- Kurogane Hiroto : Hiroto rêve de devenir un héros depuis son plus jeune age, ou plutôt, depuis qu'il a rencontré son héros, un jeune garçon de son âge qu'il appelle "Kou-chan". Né avec un corps faible, à un point tel qu'il est surnommé "Harigane" (fil), Hiroto n'a pour ainsi dire aucune compétence physique. Par contre, il possède une vue incroyable, il doit même la contrôler en mettant des lunettes spéciales pour l'empêcher de trop utiliser ses yeux. C'est donc naturellement grâce à sa vue extraordinaire qu'il réussit à devenir l'héritier du style « Sakura ». Entraîné par son amie Shiratori Tsubame et Sayuri, Kurogane intègre le club de Kendo d'Ouka. Il sera ensuite responsable de l'entrée de Hazakura Shidou - un génie du Kendo blessé à la main gauche - dans le club. Il deviendra par la suite son rival.
- Hazakura Shidou : Génie du Kendo, Shidou a remporté tous ses matchs sans perdre même un seul point dans sa troisième et dernière année de collège, raflant tous les prix. Malheureusement, une blessure au poignet l'empêcha de continuer à faire du Kendo comme il souhaiterait. Mais avec l'arrivée de Kurogane, Shidou entre dans le club et recommence le Kendo à un niveau un peu plus élevé. Et malgré le fait qu'il ne puisse utiliser qu'un seul bras pour combattre, il reste très fort et gagne rapidement, voire instantanément sa place parmi l'équipe régulière.
- Shiratori Tsubame : Shiratori est un des seuls membres féminins du club de Kendo de Ouka, les autres sont mentionnées mais on ne les a toujours pas aperçues. Maladroite de nature, elle voit un héros en Hiroto après qu'il lui a ramassé sa gomme, permis les courses du club et qui l'a protégée quand elle s'est fait agresser par des voyous dans la rue. Elle est la première, avec Sayuri, à croire dans le potentiel de Kurohane.
- Ebana Aoharu : Neveu de l'entraîneur, Ahoaru est très bagarreur et a même été exclu quelques jours pour s'être battu le jour de la rentrée. À cause d'un problème qu'il a eu avec son ancien club de Kendo, pendant lequel il a été accusé à tort d'avoir battu sans raison un de ses aînés, Aoharu commence à haïr le Kendo. Cela change vite après qu'il a rencontré Hiroto et Tsubame, dont il est tombé amoureux. Sans bases au Kendo, il possède tout de même des réflexes exceptionnels et une endurance quasi-infinie qui lui permettent de se débrouiller sans trop de problèmes.
- Tsurugi Kamiya : Kamiya est le capitaine du club de Kendo. On peut dire qu'il est l'inverse de Kurogane d'un point de vue physique. En effet, il est très bien bâti et possède une force phénoménale, sans parler d'une très grande endurance. Sa forme physique lui permet de se battre en utilisant la "Joudan no Kamae" (la posture enflammée), une posture avec laquelle on tient son shinaï à deux mains au-dessus de la tête. Mais il n'a pas toujours été aussi fort ; avant, il était petit et faible, mais s'est entraîné sans relâche pendant presque toute sa vie pour devenir un bon kendoka, notamment en compagnie de son meilleur ami Nao. Autrement, le capitaine est quelqu'un de très gentil et compréhensif, il dit même à Kurogane de s'amuser contre son premier adversaire (le meilleur épéiste du moment) et qu'il prendrait l'entière responsabilité s'il perdait.
- Yuri : c'est le vice capitaine du club, il est calme et posé. De plus, il comprend parfaitement Kamiya et ce qu'il a en tête. D'après son poste, on pourrait dire qu'il était le deuxième épéiste le plus doué du club avant l'arrivée de Kurogane et Shidou.
- Kakei : Kakei est assez grand et est en général très sec. On verra plus tard qu'il le fait pour le bien du club. On le voit bien quand il essaye de faire "sortir" Hiroto du club au début puis l'accepte en tant que membre régulier une fois qu'il a prouvé sa force. Il respecte Kamiya grandement.
- Kinoko : Kinoko est assez jovial mais un kendoka moyen, il était dans l'équipe 1 avant l'arrivée d'Hiroto et de Shidou.
- Sarutobi : Sarutobi n'est pas beaucoup vu dans le manga, on sait juste qu'il n'est pas très bon au Kendo (s'est fait toucher 34 fois pendant l'enfer de bambou alors que 20 est considéré comme le minimum) et est donc très impressionné par les bons épéistes.

#### Entraîneurs
- Tojjo Sayuri : Sayuri est un fantôme. Morte il y a 150 ans, elle s'est promis de faire monter le style "Sakura" au sommet. Après avoir pris Hiroto sous son aile, elle prend possession de la poupée ichimatsu favorite de la mère du héros pour pouvoir le suivre où qu'il aille. La mère de ce dernier pense qu'elle a pris vie grâce à l'amour qu'elle lui porte depuis des années. Elle se lie rapidement d'amitié avec les autres membres du club de Kendo de Ouka (en particulier avec l’entraîneur, qu'elle aide dans son travail). Grâce son aide, Hiroto découvre le monde du Kendo et évolue rapidement pour devenir le "héros" du club.
- Kakurai : Kakurai est l'oncle d'Ahoaru, qu'il a entraîné pendant quelque temps. Cet entraîneur pervers a l'air de ne pas se préoccuper du club de Kendo, mais il fait quand même du mieux qu'il peut pour que ses membres s'améliorent et gagnent leurs matchs. Kakurai et l'entraîneur d'Hakurei, un autre lycée entretiennent une rivalité qui semble dater de leurs années au lycée.

## Manga

### Liste des volumes et chapitres
| no | Japonais         | Japonais          |
| no | Date de sortie   | ISBN              |
| -- | ---------------- | ----------------- |
| 1  | 2 décembre 2011  | 978-4-08-870359-6 |
| 2  | 3 février 2012   | 978-4-08-870378-7 |
| 3  | 2 mai 2012       | 978-4-08-870423-4 |
| 4  | 4 juillet 2012   | 978-4-08-870469-2 |
| 5  | 4 septembre 2012 | 978-4-08-870502-6 |
| 6  | 2 novembre 2012  | 978-4-08-870537-8 |
| 7  | 4 janvier 2013   | 978-4-08-870601-6 |
| 8  | 4 avril 2013     | 978-4-08-870651-1 |